# Wieśnik (dopływ Soły)

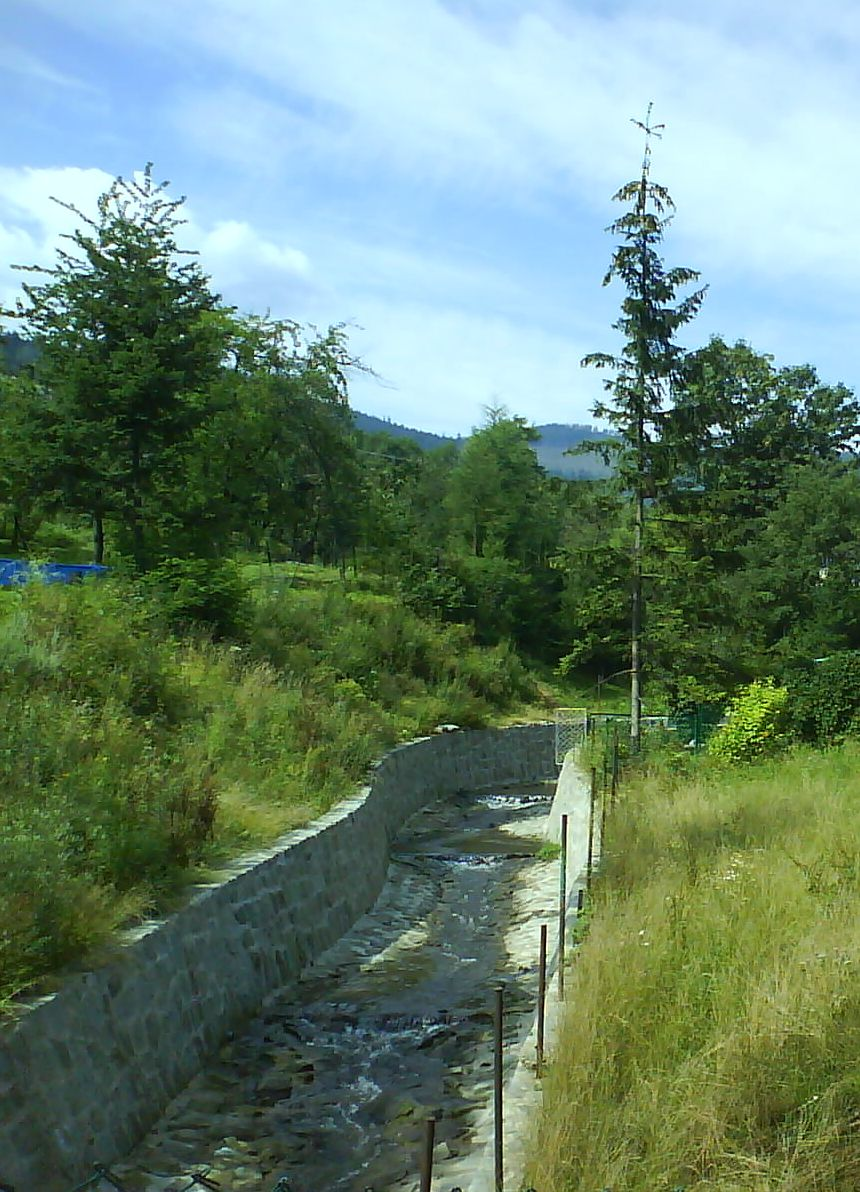
Potok Wieśnik

Wieśnik – potok w Beskidzie Śląskim i w Kotlinie Żywieckiej o długości ok. 6 km, lewobrzeżny dopływ Soły.
Tworzą go wody kilku mniejszych cieków, których źródła znajdują się na wysokości 760–820 m n.p.m. na stokach Jaworzynki (952 m) i Wytrzyszczonej (866 m). Spływa generalnie w kierunku wschodnim. Przepływa przez wieś Radziechowy, a sama wieś położona jest wzdłuż jego brzegów. Do Soły wpada przy tzw. Starym Dworze, w sąsiedniej miejscowości Wieprz, na wysokości ok. 370 m Potok jest częściowo uregulowany. Tuż przed ujściem do Soły sztucznie przekopanym rowem zasila w wodę stawy rybne koło tzw. Nowego Dworu.
Wcześniej potok zwany był Radziechowianką lub Radziechówką.